# Street Talk
Street Talk es el primer álbum en solitario de Steve Perry, lanzado en abril de 1984. 
El álbum contiene el mayor éxito de Perry como solista, "Oh Sherrie", escrita para su entonces novia Sherrie Swafford. La canción alcanzó el número 3 en el Billboard Hot 100 y # 1 en las listas del rock de Billboard, y el video musical (protagonizado por Swafford) fue un éxito en MTV. Otros singles incluyen "Foolish Heart" (alcanzó el puesto # 18), "She's Mine" (alcanzó el puesto # 21), y "Strung Out" (alcanzó el puesto # 40). 
El disco contiene una serie de guiños a la banda en la que Perry participó antes de, Journey, llamada Alien Project. De hecho, la banda iba a llamarse Street Talk. En las notas, Perry dedica el álbum a Richard Michaels (el bajista de Alien Project). Además, el baterista Craig Krampf fue miembro de Alien Project a finales de la década de 1970. 
Street Talk está certificado como doble Platino (2.000.000) en las ventas de la RIAA. 
Es uno de los primeros álbumes que distribuyó la compañía Next Meseta Entertainment.

## Lista de canciones
1. "Oh Sherrie" (Bill Cuomo, Randy Goodrum, Craig Krampf, Perry) – 3:48
2. "I Believe" (Goodrum, Duane Hitchings, Krampf, Perry) – 4:12
3. "Go Away" (Cuomo, Goodrum, Perry) – 4:05
4. "Foolish Heart" (Goodrum, Perry) – 3:39
5. "It's Only Love" (Goodrum, Perry) – 3:47
6. "She's Mine" (Goodrum, Perry) – 4:26
7. "You Should Be Happy" (Goodrum, Perry) – 3:20
8. "Running Alone" (John Bettis, Hitchings, Krampf, Perry) – 4:05
9. "Captured by the Moment" (Cuomo, Goodrum, Perry) – 3:47
10. "Strung Out" (Krampf, Perry, Billy Steele) – 3:51
11. "My My My" (Perry, Krampf, Richard Michaels Haddad, Steve DeLacey) – 2:24 *
12. "Harmony" (Perry) – 3:58 * "Makes No Difference" (Perry, Krampf, Haddad, DeLacey) – 4:53 *
13. "Don't Tell Me Why You're Leaving" (Perry, Danny Kortchmar, Krampf) – 3:13 *
14. "If Only for the Moment, Girl" (Perry, Goodrum) – 4:09 *

- Canciones 11 - 15 son los bonus tracks del CD de 2006
- Canciones 11 - 13 son demos de Alien Project
- Canción 14 es un b-side de Oh Sherrie

## Créditos
- Cantante: Steve Perry
- Batería, Percusión: Craig Krampf, Larrie Londin
- Programación de la batería: Randy Goodrum
- Bajo: Bob Glaub, Chuck Domanico, Kevin McCormick, Brian Garofalo
- Guitarras: Michael Landau, Waddy Wachtel, Craig Hull, Billy Steele
- Teclado: Steve Goldstein, Sterling Smith, Bill Cuomo, Randy Goodrum, Duane Hitchings, Robert Greenridge
- Saxofón: Steve Douglas

## Producción
- Producido: Steve Perry
- Grabado y mezclado: Niko Bolas
- Asistente de grabación: Richard Bosworth
- Asistente de grabación en "Strung Out": Denny Densmore
- Originalmente remasterizado: Mike Reese